# ديفيد سبنسر فوكس
ديفيد سبنسر فوكس (بالإنجليزية: David Spencer Fox) هو سياسي أمريكي، ولد في 1817 في مقاطعة وارين في الولايات المتحدة، وتوفي في 1901.